# 卡羅萊納鰕鮃
卡羅萊納鰕鮃為輻鰭魚綱鰈形目鰈亞目牙鮃科的其中一種，為熱帶海水魚，分布於西大西洋區，從美國北卡羅萊納州至巴哈馬海域，棲息深度可達82公尺，體長可達25公分，棲息在沿岸淺水域、潟湖，目前生活習性不明。